# Tapaiúnes
Els tapayúnes, també coneguts com Beiço de Pau, Suyá Novos o Suyá Ocidentals i autodenominats Kajkwakratxi són un grup indígena que habita al Brasil, a l'estat de Mato Grosso, més precisament al Parc indígena del Xingu. El 2014, el grup estava format per 132 individus (Ropkrãse Suiá i Teptanti Suiá).
Parlen una llengua pertanyent a la família lingüística Gê. Originalment vivien a la regió del riu Arinos, prop del municipi de Diamantino, al Mato Grosso. Hi havia al seu territori tradicional una important diversitat de recursos naturals - arbres de cautxú, minerals i fustes - que va motivar la usurpació de les seves terres per part de seringueiros, miners i maderers, entre altres invasors no indígenes.
A la dècada de 1980, després de la mort d'un important líder i un xaman, una part del grup va anar a viure amb els Mebengôkrê (Kayapó), a la terra indígena Capoto-Jarina, que va provocar el debilitament de la seva llengua i cultura.
El 2010 els 160 tapaiúnes es van distribuir a pobles del territori indígena Wawi i al territori indígena Capoto-Jarina.